# Боготољски рејон
Боготољски рејон (рус. Боготольский район) је општински рејон у северозападном делу Краснојарске Покрајине, Руске Федерације.
Административни центар рејона је насеље Боготољ (рус. Боготол). 
Пре доласка Руса у ове пределе, овде су некад живели припадници једног малог тукијског народа који се називао Чулимски Татари. По свој прилици, насеље Боготол је основано око 1703. године од стране руских колониста. Међутим, због тежких услова живота масовније досељавање руских колониста је масовније уследило тек крајем XVII века. Тада су одбијени задњи напади киргизијских племена и развој овог места је почео. 
Рејон је познат по пољопривредној производњи житарица, нарочито се производи: раж, пшеница јарица, овас, јечам, хељда, просо, лан и конопља.
Суседни рејони и области су:
- север: Ћућетски рејон
- североисток: Бољшеулујски рејон
- исток: Ачински рејон
- југ: Назаровски и Шариповски рејон
- запад: Кемеровска област

Укупна површина рејона је 2.992 km².
Укупан број становника је 10.384 (2014)